# PIRT
PIRT (англ. Phosphoinositide interacting regulator of transient receptor potential channels) – білок, який кодується однойменним геном, розташованим у людей на 17-й хромосомі. Довжина поліпептидного ланцюга білка становить 137 амінокислот, а молекулярна маса — 15 334.
| 10         |  | 20         |  | 30         |  | 40         |  | 50         |
| ---------- |  | ---------- |  | ---------- |  | ---------- |  | ---------- |
| MTMETLPKVL |  | EVDEKSPEAK |  | DLLPSQTASS |  | LCISSRSESV |  | WTTTPRSNWE |
| IYRKPIVIMS |  | VGGAILLFGV |  | VITCLAYTLK |  | LSDKSLSILK |  | MVGPGFLSLG |
| LMMLVCGLVW |  | VPIIKKKQKH |  | RQKSNFLRSL |  | KSFFLTR    |  |            |

A: Аланін

C: Цистеїн

D: Аспарагінова кислота

E: Глутамінова кислота

F: Фенілаланін

G: Гліцин

H: Гістидин

I: Ізолейцин

K: Лізин

L: Лейцин

M: Метіонін

N: Аспарагін

P: Пролін

Q: Глутамін

R: Аргінін

S: Серин

T: Треонін

V: Валін

W: Триптофан

Локалізований у мембрані.